# Arachnopeziza araneosa
Arachnopeziza araneosa är en svampart som först beskrevs av Pier Andrea Saccardo, och fick sitt nu gällande namn av Korf 1952. Arachnopeziza araneosa ingår i släktet Arachnopeziza och familjen Hyaloscyphaceae.   Inga underarter finns listade i Catalogue of Life.